# Chris Sullivan
Chris Sullivan (* 19. července 1980) je americký herec a muzikant. Proslavil se rolí Tobyho v dramatickém seriálu stanice NBC Tohle jsme my. V roce 2017 si zahrál ve filmu Strážci Galaxie Vol. 2.

## Kariéra
Hostoval v seriálech Muž s posláním (2012), Jak snadné (201), Takoví normální Američané (2013).. Zahrál si ve filmu North Starr. Film měl premiéru na Filmovém festivalu Sundance v roce 2008. Objevil se ve filmech jako Stejná srdce (2014) nebo Špinavý prachy (2012). Aktuálně hraje roli Tobyho v seriálu stanice NBC Tohle jsme my.

## Osobní život
Sullivan je ženatý s producentkou Rachel Sullivan. Jejich syn Bear Maxwell se narodil dne 28. července 2020.

## Filmografie

### Film
| Rok  | Název                     | Role           | Poznámky            |
| ---- | ------------------------- | -------------- | ------------------- |
| 2006 | Welcome to Man-Bottomless | Rob Fosse      | krátkometrážní film |
| 2008 | North Starr               | Sprit          |                     |
| 2008 | Sugar                     | Loud Cook      | krátkometrážní film |
| 2012 | Death and the Red Dress   | Smitty         | krátkometrážní film |
| 2014 | Špinavý prachy            | Jimmy          |                     |
| 2016 | Morgan                    | Darren         |                     |
| 2016 | Imperium                  | Andrew Sheehan |                     |
| 2016 | Pod rouškou noci          | Brendan Loomis |                     |
| 2017 | Strážci Galaxie Vol. 2    | Taserface      |                     |
| 2018 | The Independents          | Alvin          |                     |
| 2019 | Adopt a Highway           | Orankle        |                     |
| 2019 | I Trapped the Devil       | Muž            |                     |
| 2021 | Pirátská vysílání         | Phreaker       |                     |
| 2021 | Agnes                     | Curly          |                     |

### Televize
| Rok       | Název                                     | Role                  | Poznámky                                     |
| --------- | ----------------------------------------- | --------------------- | -------------------------------------------- |
| 2010      | Pleading Guilty                           | Rash                  | televizní film                               |
| 2011      | Weekends at Bellevue                      | Strážník Mike         | televizní film                               |
| 2012      | Muž s posláním                            | Biker                 | díl: „In Case of a Bolt from the Blue“       |
| 2013      | Jak snadné                                | Todd Clarke           | díl: „The Red Team“                          |
| 2013      | Zákon a pořádek: Útvar pro zvláštní oběti | Eddy Galtin           | díl: „Monster's Legacy“                      |
| 2013      | Takoví normální Američané                 | Assassin              | díl: „Mutually Assured Destruction“          |
| 2014      | Stejná srdce                              | Mike                  | televizní film                               |
| 2014      | Where's This Party?                       | Tristan Barlow        | internetový seriál                           |
| 2014      | Peter Pan Live!                           | Noodler               | televizní film                               |
| 2014–2015 | Knick: Doktoři bez hranic                 | Tom Cleary            | hlavní role, 19 dílů                         |
| 2016      | Stranger Things                           | Benny Hammond         | 2 díly                                       |
| 2016–2022 | Tohle jsme my                             | Toby                  | hlavní role                                  |
| 2017      | Larry, kroť se                            | manžel č. 1           | díl: „Fatwa!“                                |
| 2018      | Kempování                                 | Joe                   | 8 dílů                                       |
| 2019      | Amphibia                                  | Gunther, Teddy (hlas) | 2 díly                                       |
| 2019      | Dobrý boj                                 | soudce Dash Toosi     | díl: „The One About the End of the World“    |
| 2019      | Kde je Valdík?                            | Santa Claus (hlas)    | díl: „A Wanderer Christmas“                  |
| 2021      | What if...?                               | Taserface (hlas)      | díl: „What If...T'Challa Became a Star-Lord“ |

### Divadlo
| Rok       | Název                       | Role       | Poznámka  |
| --------- | --------------------------- | ---------- | --------- |
| 2010–2011 | Lombardi                    | Jim Taylor |           |
| 2011–2012 | Chicago                     | Amos Hart  | náhradník |
| 2012–2013 | Nice Work If You Can Get It | Mahoney    |           |
| 2016      | Hadestown                   | Hermés     |           |

## Ocenění a nominace
| Rok  | Ocenění                    | Kategorie                          | Práce         | Výsledek  |
| ---- | -------------------------- | ---------------------------------- | ------------- | --------- |
| 2018 | Gold Derby Awards          | nejlepší obsazení                  | Tohle jsme my | nominace  |
| 2018 | Screen Actors Guild Awards | nejlepší seriálová obsazení: drama | Tohle jsme my | vítězství |
| 2019 | Screen Actors Guild Awards | nejlepší seriálová obsazení: drama | Tohle jsme my | vítězství |

| nejlepší seriálová obsazení: drama |